# Sangano
Sangano é uma comuna italiana da região do Piemonte, província de Turim, com cerca de 3.705 habitantes. Estende-se por uma área de 6 km², tendo uma densidade populacional de 618 hab/km². Faz fronteira com Reano, Villarbasse, Trana, Rivalta di Torino, Bruino, Piossasco.

## Demografia
| Variação demográfica do município entre 1861 e 2011                               |
|                                                                                   |
| Fonte: Istituto Nazionale di Statistica (ISTAT) - Elaboração gráfica da Wikipedia |